# Naan (pieczywo)

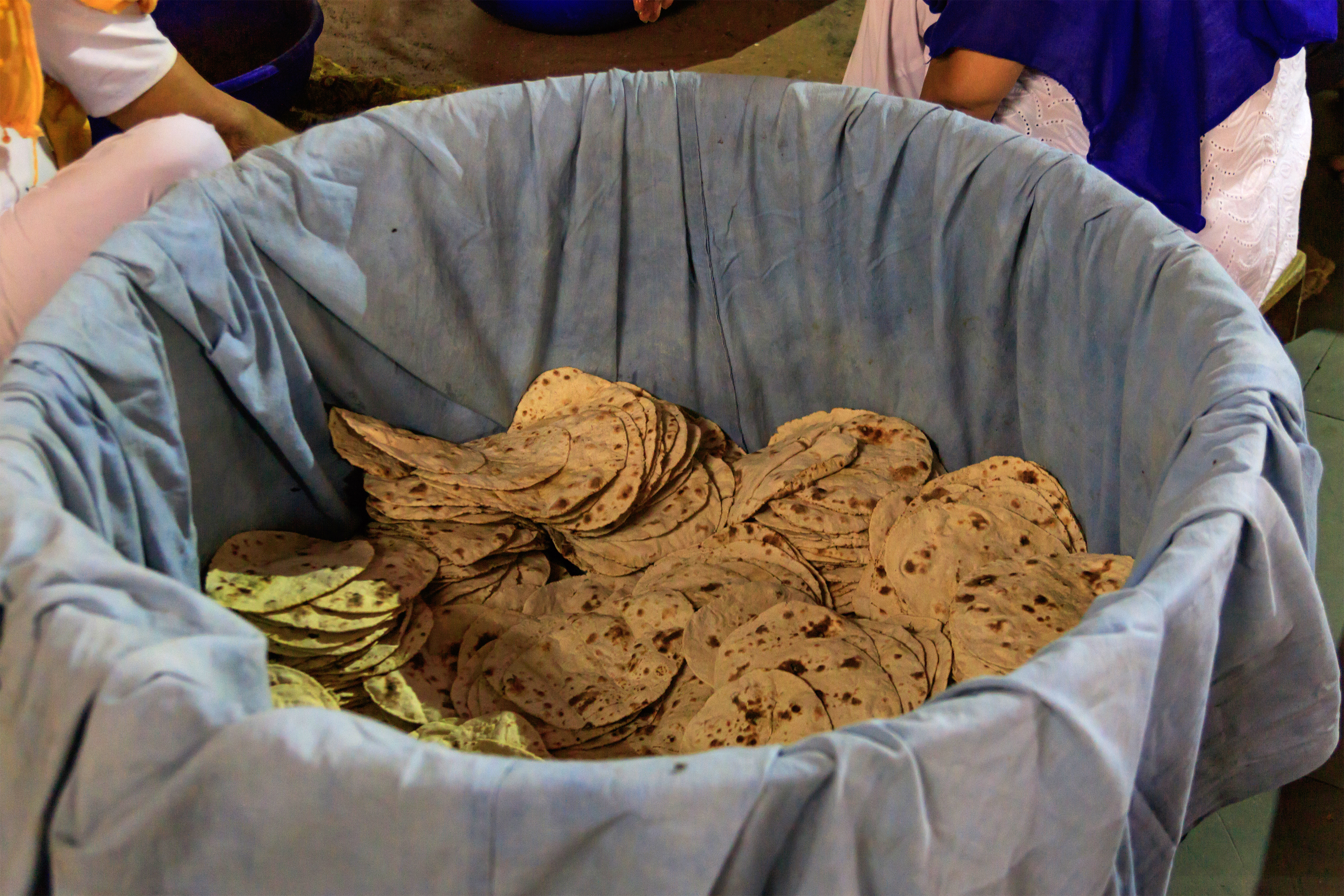
Naan (Indie)

Naan, perski/urdu: نان, hindi नान (czasami spolszczone nanica) – płaski chleb drożdżowy pochodzenia środkowoazjatyckiego, z białej mąki, w kształcie dużej kropli, pieczony w specjalnym cylindrycznym piecu – tandoor. Pod tą nazwą znany obecnie od Turkiestanu poprzez Indie aż po Birmę. W Indiach popularny przede wszystkim w kuchni kaszmirskiej. Podawany z dodatkiem czosnku, sezamu, cebuli, warzyw, jagnięciny, sera i bakalii. Serwowany razem z wieloma potrawami kuchni indyjskiej.
Przykładowe składniki:
- mąka pszenna,
- drożdże,
- jogurt,
- masło,
- czosnek pokrojony w paseczki,
- czarnuszka,
- cukier,
- sól.